# الدوري التونسي لكرة اليد 1986–87
الدوري التونسي لكرة اليد 1986-1987 هو الدورة 32 من الدوري التونسي لكرة اليد للرجال. شارك فيها 14 فريقا.

فاز بهذا الموسم النادي الإفريقي، وجاء ثانيا النجم الرياضي الساحلي.

## روابط خارجية
- الموقع الرسمي للجامعة التونسية لكرة اليد.